# Sears
Sears (oficialmente Sears, Roebuck & Company) es una cadena estadounidense de tiendas departamentales fundada por Richard Warren Sears y Alvah Curtis Roebuck en el siglo XIX. Opera en México bajo Sears México. En el 2005, Sears formó una alianza con Kmart, creando la Sears Holdings Corporation. En 2018 se declaró en bancarrota.
Desde sus inicios como compañía de venta por catálogo, la empresa creció hasta convertirse en el mayor minorista de los Estados Unidos a mediados del siglo XX, y sus catálogos se hicieron famosos. La competencia y los cambios en la demografía de su base de clientes desafiaron a la compañía después de la Segunda Guerra Mundial ya que sus bastiones rurales se redujeron y aumentaron los mercados suburbanos. Con el tiempo su programa de catálogos fue descontinuado paulatinamente.

## Logo

Logotipo de Sears entre 2004 y 2010.

El logo de Sears usado actualmente en la mayoría de la señalización del almacén fue creado en 1984. Previamente, el logo de Sears consistió en la palabra “Sears” en un rectángulo. Ahora consiste en el texto azul, Sears, con una línea blanca separando cada letra abajo a lo largo de la longitud de sus movimientos. En finales de 2004, la insignia fue cambiada de todo mayúsculo al caso mezclado para los catálogos y otros métodos de la comercialización. El logo antiguo sigue siendo utilizado por Sears México.

## Alianza con Kmart
El 17 de noviembre de 2004, Kmart anunció sus intenciones de comprar Sears. Como parte de la alianza, Kmart Holdings Corporation cambiaría su nombre a Sears Holdings Corporation. La nueva corporación anunció que continuaría funcionando almacenes bajo las marcas de Sears y de Kmart.

## Operaciones internacionales

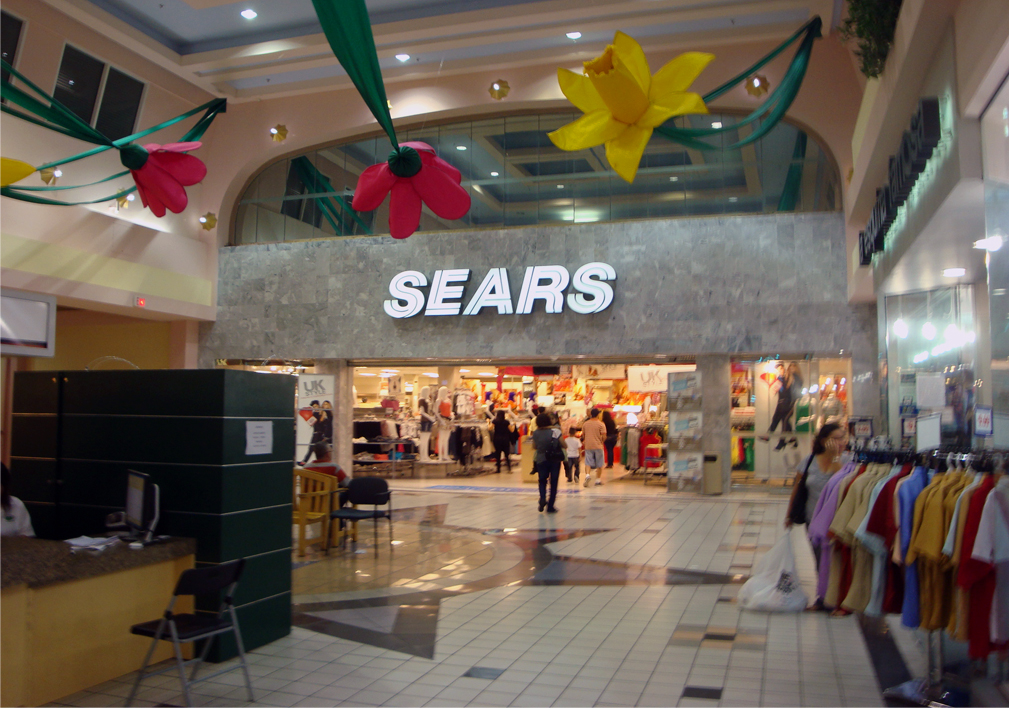
Tienda Sears en un centro comercial de Hatillo, Puerto Rico.

### Perú
Operó entre 1951 y 1988, siendo renombrada como Saga y adquirida por Falabella en 1995.

### Otros países
| País        | Inicio | Cierre   | Notas |
| ----------- | ------ | -------- | --- |
| Brasil      | 1949   | 1991     | En 1983 Sears Roebuck vendió sus operaciones en Brasil al joint venture holandés Maizoni y Vendex. En marzo de 1991 las tiendas Sears fueron vendidas a Mappin. |
| Canadá      | 1952   | 2018     | Operó primero bajo el nombre Simpsons-Sears y desde 1984 como Sears Canada. |
| Colombia    | 1952   | 1987     | Operó primero bajo el nombre de Sears (abriendo su primera tienda en Barranquilla en agosto de 1953 y en Bogotá el 29 de julio de 1954). Entre 2005 a 2014 operó bajo el nombre de «MyHome», el cual tenía una única ubicación a la salida de Bogotá por la Autopista Norte.       |
| Costa Rica  | 1955   | 1982     | La primera tienda abrió en San José el 18 de agosto de 1955. Cerró sus puertas en septiembre de 1982 debido a la crisis económica que afectaba al país. |
| Cuba        | 1942   | 1960     | La primera tienda abrió en La Habana en noviembre de 1942. Desapareció tras la nacionalización de todas las empresas estadounidenses en Cuba el 24 de octubre de 1960. |
| Ecuador     | 1999   | 2003     | La única tienda que poseía en el país, en el centro comercial Albán Borja de Guayaquil, cerró sus puertas en febrero de 2003. Anteriormente, en los años 1980, existió en el país bajo el nombre de Saga Sears.                                                                    |
| El Salvador | 2010   | 2024     | Anteriormente había tenido operaciones en dicho país en los años 1950. |
| España      | 1967   | 1983     | Abrió su primera tienda española en Barcelona el 30 de marzo de 1967, mientras que en Madrid su primera tienda fue inaugurada el 8 de abril de 1970. Tras su cierre en enero de 1983 sus inmuebles fueron ocupados por Galerías Preciados, entonces perteneciente al Grupo Rumasa. |
| Honduras    | 2000   | 2016     | Operó dos tiendas en ese país entre 2000 y 2016. |
| Guatemala   | 2000   | presente | Anteriormente había tenido operaciones en dicho país entre 1976 y 1982. |
| Nicaragua   | 1965   | 1979     | La única tienda de Sears en el país, localizada en Managua, fue inaugurada a mediados de 1965 y cerró sus puertas el 8 de junio de 1979 debido a los combates desarrollados durante la revolución sandinista.                                                                      |
| Panamá      | 1958   | 1987     | Reabrió en el 1995 hasta el 2002. |
| Puerto Rico | 1960   | 2025     | Dejó de operar en el julio de 2025. |
| Reino Unido | 1891   | 1999     | |
| Venezuela   | 1950   | 1983     | Debido a la caída de la moneda local en 1983, fueron cerradas y adquiridas por el Grupo Cisneros y rebautizada con el nombre de «Maxys». |